# Себастиан Абреу
Вашингтон Себастиан Абреу Гало е бивш уругвайски футболист, нападател. През 2000, 2002 и 2006 г. става голмайстор на Мексиканското първенство. В кариерата си е играл общо за 36 отбора. През 2011 г. вкарва 13 гола в Бразилейро с екипа на Ботафого. 
Той е най-известен с рекорда си за участие в 31 отбора в 11 държави по време на професионалната си кариера. Прякор му е Локо. Плодовит реализатор на клуба и националния отбор, но се оттегли през 2021 г. след четиримесечен престой във футболния клуб от Монтевидео Суд Америка.

## Биография
Роден е в Минас, Лавалеха, Уругвай. Абреу играе в множество клубове в цяла Америка (Уругвай, Аржентина, Мексико и Бразилия). Освен това има неуспешен престой с испанския Депортиво Ла Коруня, който го отдава под наем няколко пъти за срока на договора му.
В единствения си сезон в Примера Дивисион, който започна през януари 1998 г., след като е подписал договор с Сан Лоренцо де Алмагро, Абреу отбелязва гол за отбора при домакинска поражение с 3-1 от ФК Барселона на 25 януари.

## Личен живот
Синът на Абреу, Диего Абреу, играе в юношеския Националния отбор по футбол на Мексико.